# ولدا سزاری
ولدا سزاری (انگلیسی: Velleda Cesari; ۱۵ فوریهٔ ۱۹۲۰ – ۴ مهٔ ۲۰۰۳) ورزشکار شمشیربازی اهل ایتالیا بود.
وی در مسابقات کشوری و بین‌المللی در مجموع برندهٔ ۱ مدال طلا، ۱ مدال نقره، ۵ مدال برنز شده‌است.